# Financiamento de empresas
Empresas precisam angariar capital para alavancar novos investimentos, parte deste capital pode ter origem em alguma modalidade de financiamento. Existem vários modos para uma empresa financiar suas actividades.

## Politicas de Financiamento
De uma forma simples é possível definir a política de financiamento como sendo o conjunto de decisões que tem em vista a obtenção dos capitais necessários ao crescimento e gestão da empresa. Na perspectiva do balanço, estas decisões resultam em alterações na composição e extensão dos empréstimos obtidos e do capital próprio da empresa.
Quanto à origem dos capitais é comum distinguir-se entre interno e externo. O financiamento interno (autofinanciamento) corresponde à retenção pelas próprias empresas dos resultados por elas gerados, (os resultados líquidos retidos), acrescidos da dotação anual para amortizações e da variação de provisões.
O financiamento externo, refere-se aos fundos obtidos juntos dos sócios actuais ou fundos futuros (em capitais próprios) e os que resultam do recurso a credores (empréstimos). No caso dos capitais alheios (empréstimos) a empresa assume a obrigação do seu reembolso num prazo pré determinado e obriga-se a pagar o custo da utilização
(Juros) destes capitais, ao passo que os capitais próprios são, em princípio reembolsados apenas no caso de falência e na medida em que o patrimônio disponível na altura o permita.
As decisões de financiamento estão inteiramente ligadas às decisões de investimento.